# 原野広太郎
原野 広太郎（はらの こうたろう、1930年9月16日 - 1994年2月9日）は、日本の教育心理学者。

## 略歴
長野県佐久市出身。
- 1953年 東京教育大学心理学科卒
- 1958年 同大学院実験心理学博士課程満期退学
- 1963年 「感情反応および情緒反応の身体的表出に関する研究 精神電流反射および容積脈波による感情・情緒の研究」で文学博士、東京教育大学助教授、教授
- 1976年 筑波大学教授[2]
- 1994年 63歳で定年前に死去

## 著書
- 『自己暗示精神改造法』自由ブックス社 1976
- 『教育指導の心理』金子書房 1978
- 『教育臨床の心理』金子書房 1980
- 『教室で生きる教育心理学』学陽書房 1981
- 『セルフコントロール』1984 講談社現代新書
- 『自己弛緩法』1987 (講談社現代新書)
- 『教師のための児童生徒理解』金子書房 (ラポール双書)1989
- 『窓に映る教育と社会』原野広太郎先生還暦記念会編 金子書房 1990

### 共編著
- 『精神衛生』編著 協同出版 1971
- 『教育学の世界名著100選 学際的教育科学への道』長尾十三二共編著 学陽書房 1980
- 『家庭のしつけと学校のきまり』編 金子書房 (児童心理ブックス 1987
- 『行動療法ケース研究 第7集 非社会的問題行動』編 岩崎学術出版社 1989
- 『性格心理学新講座 第5巻カウンセリングと心理治療』責任編集 金子書房 1989
- 『新・児童心理学講座 第16巻 子どもの問題行動と心理療法』責任編集 金子書房 1992
- 『生徒指導・教育相談 教職課程 小学校用』編著 日本文化科学社 1993
- 『生徒指導・教育相談・進路指導 教職課程 中・高校用』編著 日本文化科学社 1993

### 翻訳
- アルバート・バンデュラ『人間行動の形成と自己制御 新しい社会的学習理論』福島脩美共訳 金子書房 1974
- A.バンデュラ 編『モデリングの心理学 観察学習の理論と方法』福島脩美共訳 金子書房 1975
- K.U.ガッチ, J.D.アルコーン『学校カウンセラーの役割と実務』学苑社 1976
- A.バンデュラ『社会的学習理論 人間理解と教育の基礎』監訳 金子書房 1979

## 論文
- <原野広太郎